# Bráhmana (texto)
- Este artículo trata acerca de textos hindúes. Para otras acepciones y palabras parecidas, vea Brahman.

Los Bráhmanas son parte de los textos śruti (‘revelados’) de la antigua literatura de la India.
Esencialmente son comentarios a los Vedas, explicando los sacrificios de fuego y los rituales védicos.
- brāhmaṇa, en el sistema AITS (alfabeto internacional para la transliteración del sánscrito).
- ब्राह्मण, en escritura devanagari del sánscrito.
- Pronunciación: /brájmana/.[1]
- Etimología: relacionado con el Brahman o con el dios Brahmá; santo, sagrado, divino.[1]

## Origen
Fueron compuestos en sánscrito védico, y la época de su composición a veces se conoce como «periodo brahmánico» (aproximadamente entre el 900 a. C. y el 500 a. C.).
Los Bráhmanas más antiguos fueron contemporáneos a la prosa de comentarios del Iáyur-veda Negro, pero solo han sobrevivido fragmentos.

## Estructura
Cada Bráhmana está asociado a uno de los cuatro Vedas, y con la tradición de una shakha (escuela) particular:
- Rig-veda
  - Sakala sakha: Aitareia-bráhmana (AB).
  - Baskala sakha: Kausitaki-bráhmana (KS).
- Sama-veda
  - Kauthuma: PB, SadvB
  - Yaimini: Yaiminíia-bráhmana (JB).
- Iáyur-veda
  - Krisná: los brahmanas están integrados en los samhitas:
    - Maitraiani (MS).
    - Charaka-kathá (CS).
    - Kapisthala-kathá (KS).
    - Taitiría (TS): la escuela Taitiría tiene un Taitiría-bráhmana (TB) adicional.

  - Shukla
    - Vayasanei-madhiandina: Satapatha-bráhmana, recensión Madhiandina (ShB).
    - Kanua: Satapatha-bráhmana, recensión Kanua (ShBK).
- Átharva-veda
  - Paippalada: Gopatha-bráhmana